# Міна Попович
Міна Попович (серб. кир.: Мина Поповић; 16 вересня 1994) — сербська волейболістка, центральний блокуючий. Чемпіонка світу, Європи і призерка Олімпійських ігор у Токіо.

## Клуби
| Роки      | Команди                               |
| --------- | ------------------------------------- |
| 2011—2015 | «Црвена Звезда» (Белград)             |
| 2015—2016 | «Об'єттіво Рісарчіменто» (Віллаверла) |
| 2016—2018 | «Фоппапедретті» (Бергамо)             |
| 2018—2019 | «Фіренце» (Сан-Кашіано)               |
| 2019—2020 | «Епіу» (Казальмаджоре)                |
| 2020—2021 | «Савіно Дель Бене» (Скандіччі)        |
| 2021—2022 | «Фенербахче» (Стамбул)                |
| 2022—2023 | «Галатасарай» (Стамбул)               |

## Досягнення
- Олімпійські ігри

 Третє місце (1): 2020
- Чемпіонат світу

 Перше місце (1): 2022
- Кубок світу

 Друге місце (1): 2015
- Ліга націй

 Третє місце (1): 2022
- Чемпіонат Європи

 Перше місце (2): 2017, 2019
 Друге місце (1): 2021
 Третє місце (1): 2015